# Anatolijs Gorbunovs
Anatolijs Gorbunovs (Pilda, 10 februari 1942) is een Lets politicus.
Gorbunovs ook gekend als Anatolij Valerianovitsj Gorboenov (Russisch: Анато́лий Валериа́нович Горбуно́в) werd in 1942 geboren in Pilda (gemeente Ludza) en was voorzitter van de opperste sovjet van de Letse Socialistische Sovjetrepubliek gedurende de laatste jaren van die republiek, en voorzitter van de Letse Hoge Raad gedurende de eerste jaren nadat het land zijn onafhankelijkheid herwon. In die laatste rol was hij de facto waarnemend staatshoofd voor de verkiezing van de vijfde Saeima in 1993. Hij bleef aan als voorzitter van de Saeima tot 1995.
Van 1974 tot 1988 bekleedde hij verscheidene ambten in de Communistische Partij van de Sovjet-Unie in de Letse Sovjetrepubliek, met als hoogste positie Secretaris van het Centraal Comité. In tegenstelling tot de meeste communistische partijleden in Letland steunde Gorbunovs de Letse onafhankelijkheidsbeweging. Van 1988 tot 1990 was hij ook voorzitter van het presidium van de opperste Sovjet van de Letse Socialistische Sovjetrepubliek. Van 1989 tot 1995 was hij voorzitter van het Letse parlement. Gedurende deze periode werd de Letse onafhankelijkheid de facto hersteld in 1991. Als parlementsvoorzitter was Gorbunovs waarnemend president volgens de grondwet van 1922, tot 1993, toen Guntis Ulmanis tot president verkozen werd.
Gorbunovs werd lid van de partij Letse Weg in 1993 en bleef parlementsvoorzitter tot 1995 en parlementslid tot 2002. Tussen 1995 en 2002 diende hij als minister van regionale ontwikkeling, minister van transport en vicepremier.
In 1995 kreeg Gorbunovs de Orde van de Drie Sterren toegekend.
- Gemeinsame Normdatei: 1078973741
- International Standard Name Identifier: 0000 0004 1727 3515
- Nationale Bibliotheek van Letland: 000174792
- Virtual International Authority File: 305130653